# Thamniopsis purpureophylla
Thamniopsis purpureophylla är en bladmossart som beskrevs av William Russell Buck 1987. Thamniopsis purpureophylla ingår i släktet Thamniopsis och familjen Hookeriaceae. Inga underarter finns listade i Catalogue of Life.